# Cotes (Valence)
Pour l’article homonyme, voir Cotes.
Pour l’article ayant un titre homophone, voir Côte.
Cotes (en valencien et en castillan) est une commune de la province de Valence dans la Communauté valencienne en Espagne. Elle est située dans la comarque de la Ribera Alta et dans la zone à prédominance linguistique valencienne. Sa population s'élevait à 385 habitants en 2013.

## Géographie

Localisation de Cotes
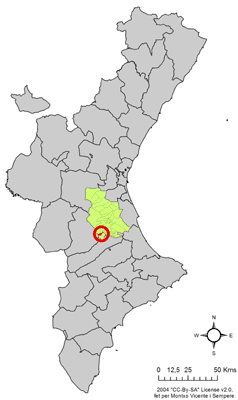
dans la Communauté valencienne.
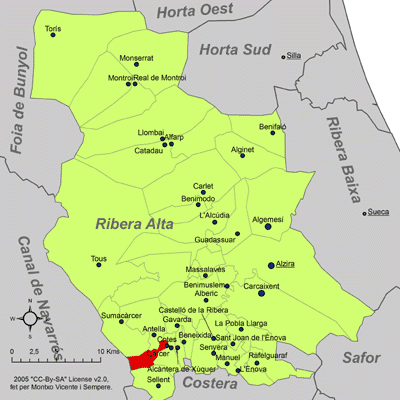
dans la comarque de la Ribera Alta.

### Localités limitrophes
Le territoire communal de Cotes est voisin de celui des communes suivantes :
Alcàntera de Xúquer, Anna, Antella, Càrcer, Chella, Sellent et Sumacàrcer, toutes situées dans la province de Valence.

## Démographie
| 1990 | 1992 | 1994 | 1996 | 1998 | 2000 | 2002 | 2004 | 2005 |
| ---- | ---- | ---- | ---- | ---- | ---- | ---- | ---- | ---- |
| 390  | 389  | 403  | 375  | 372  | 369  | 378  | 363  | 358  |

## Administration
Liste des maires, depuis les premières élections démocratiques.
| Législature | Nom du Maire          | Parti politique   |
| ----------- | --------------------- | ----------------- |
| 1979-1983   | Joaquín Martínez Such | Indépendant, AILU |
| 1983-1987   | Joaquín Martínez Such | Indépendant, LV   |
| 1987-1991   | Rafael Esteve Bañó    | Indépendant, ISMA |
| 1991-1995   | Rafael Esteve Bañó    | PSPV-PSOE         |
| 1995-1999   | José Gonzálvez Ramón  | PP                |
| 1999-2003   | José Gonzálvez Ramón  | PP                |
| 2003-2007   | José Gonzálvez Ramón  | PP                |
| 2007-2011   |                       |                   |

### Sources
- (es) Cet article est partiellement ou en totalité issu de l’article de Wikipédia en espagnol intitulé « Cotes » (voir la liste des auteurs).